# Arte egeia

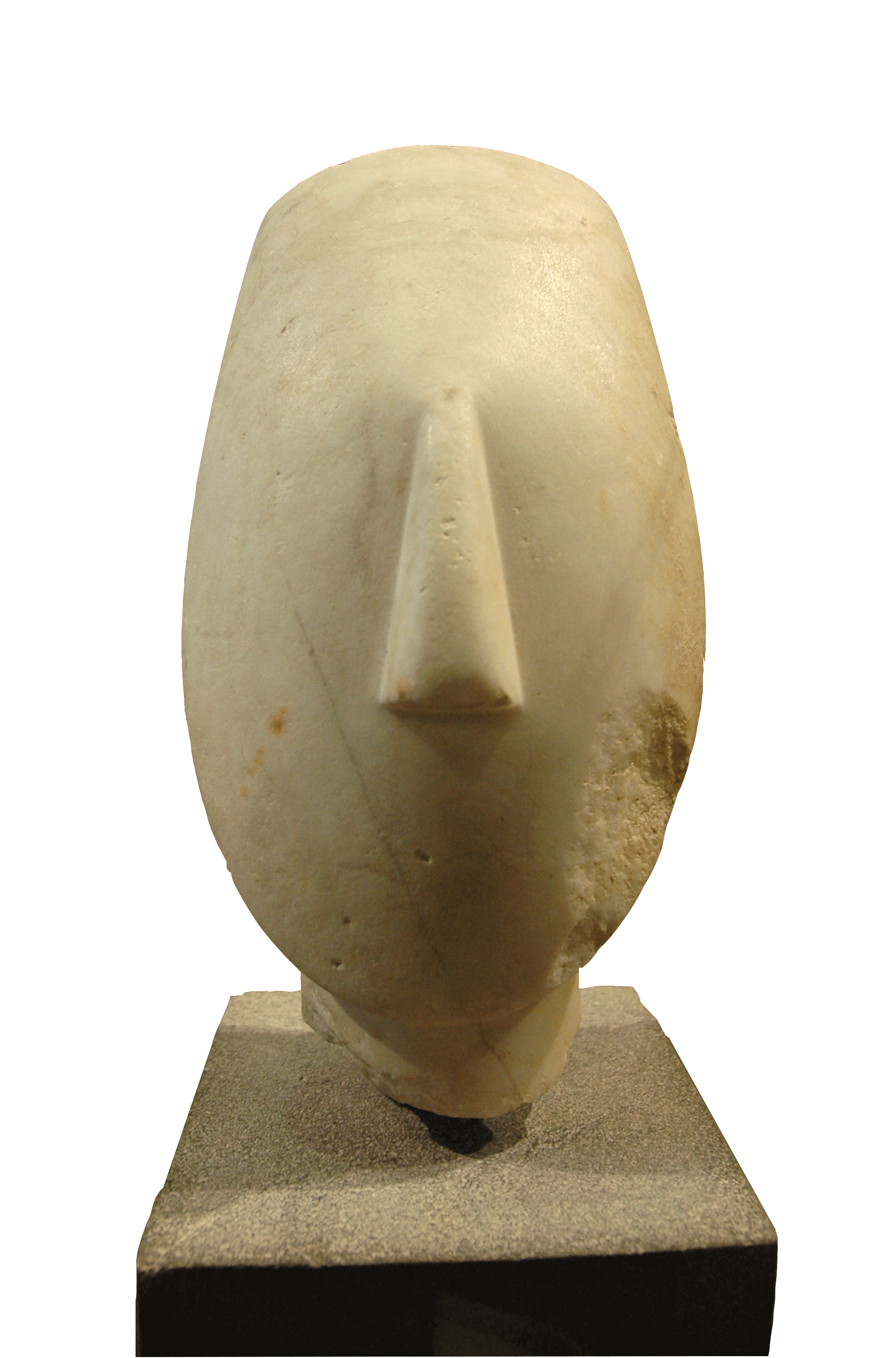
Figura das Cíclades, popularizada por sua aparição na cerimônia de abertura dos Jogos Olímpicos de Atenas 2004. Início das Cíclades II (2.700 aC-2.300 aC).

A arte egéia (2800–1100 a.C.) é a arte que foi criada nas terras circundantes, e nas ilhas dentro do Mar Egeu, durante a Idade do Bronze, ou seja, até o século XI a.C., predecessora da arte da Grécia Antiga. Por ser encontrada principalmente no território da Grécia moderna, às vezes é chamada de arte grega da Idade do Bronze, embora inclua não apenas a arte dos gregos micênicos, mas também a das culturas não gregas das cíclades e minóicas, que convergiram ao longo do tempo.
A arte cicládica é conhecida por suas estatuetas simples esculpidas em mármore branco; a arte minóica por seus complexos palacianos com afrescos, imagens de touros (tourocatapsia), cerâmica e joias sofisticadas; e a arte micênica por seu luxuoso trabalho em ouro, imagens de combate e cidadelas e tumbas construídas em massa. Estas são artes muito diferentes, refletindo culturas muito diferentes. Por esta razão, muitos historiadores da arte consideram o termo "arte egéia" inadequado, pois reflete a mera proximidade geográfica e não a unidade cultural ou artística. Outros apontam para as muitas comunidades, especialmente após o processo de minoanização de c. 1700 a.C  em diante nas outras partes da região, e a dificuldade em vários momentos e lugares em decidir se os objetos escavados foram importados ou feitos localmente.
Na Idade do Bronze, cerca de 2.800–1.100 a.C., apesar do intercâmbio cultural por meio de comércio com as civilizações contemporâneas do Egito e da Mesopotâmia, as culturas do Egeu desenvolveram seus próprios estilos altamente distintos. Após o colapso das civilações gregas da Idade do Bronze, o início da Idade das Trevas grega viu uma produção artística mínima até que o estilo protogeométrico na cerâmica surgiu por volta de 1050 a.C., que é considerado a primeira fase da "arte grega antiga". Esta disjunção tradicional foi, em certa medida, resultado da incerteza se a escrita linear B micênica registrava uma forma de grego ou não. Isso foi resolvido quando a escrita foi decodificada na década de 1950, confirmando que era grego. O Minóico linear A claramente não é grego.
A arte elegante das estatuetas daidala do Egeu foi recentemente utilizada nos Jogos Olímpicos de Verão de 2004, realizados em Atenas; especificamente, durante a cerimônia de abertura e como ideia original dos mascotes dos jogos: Athena e Phevos.

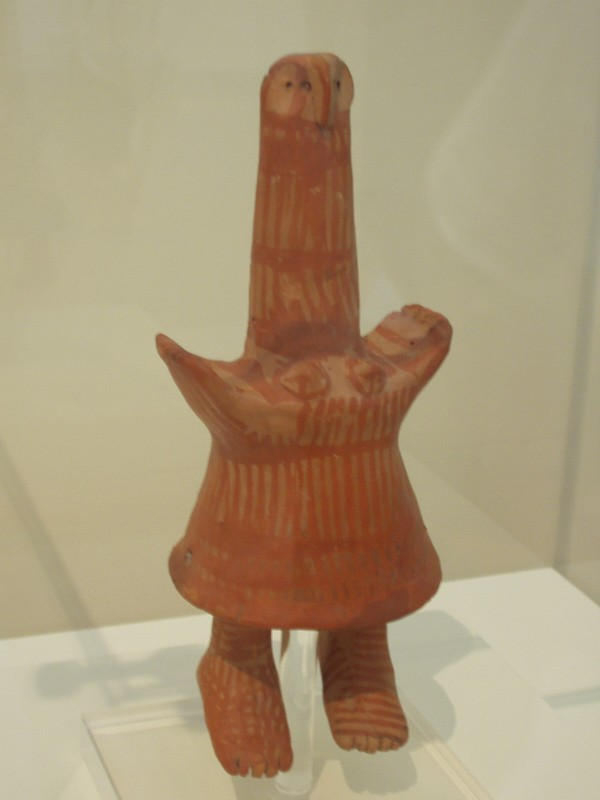
As mascotes de Atenas 2004 foram baseadas neste modelo de barro do Museu Arqueológico Nacional

Este tipo de estatuetas são ainda particularmente intrigantes, devido à grande semelhança que têm com esculturas modernas (por exemplo, obras de Henry Moore).

## Arte minóica

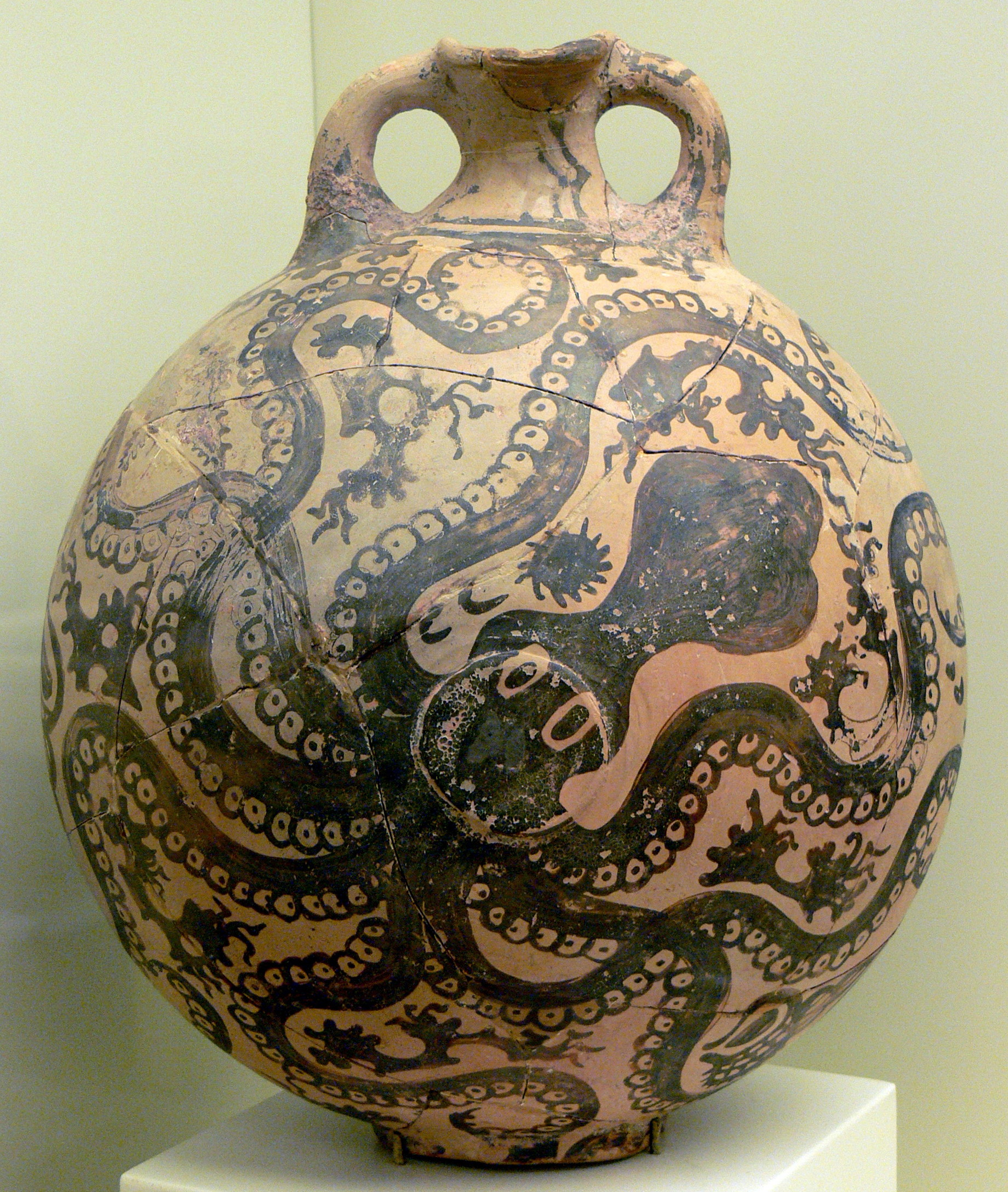
Frasco de cerâmica minóica "Estilo Marinho" com polvo, c. 1500 - 1450 a.C.

A civilização minóica foi interrompida em intervalos por desastres naturais e talvez invasões, antes de eventualmente ser controlada pelos micênicos. A arte minóica é muito elegante, rítmica e cheia de movimento.

### Arquitetura
A civilização minóica é conhecida por construir diversos palácios grandes, mais comumente Cnossos, Festo e Mália, que foram destruídos por volta de 1700 a.C., reconstruídos e depois sofreram alguma destruição novamente por volta de 1500 a.C.. Os “novos” palácios são a principal fonte de informação sobre a arquitetura minóica. O palácio de Cnossos, denominado Palácio de Minos, é o mais elaborado e ambicioso dos três. Caracteriza-se por um grande número de quartos distribuídos por uma grande extensão de terreno. Atualmente foi escavado e parcialmente restaurado. A arquitetura minóica é definida por seus numerosos pórticos, escadas, depósitos, oficinas e dutos de ar que dariam à estrutura uma sensação de abertura. Os quartos interiores são tipicamente pequenos, com tetos baixos, mas têm paredes ricamente decoradas. Embora nenhuma tenha sobrevivido, sabe-se pela representação em pinturas e esculturas que as colunas dos palácios minóicos eram construídas em madeira. A arquitetura minóica é considerada não apenas um local de residência real, mas também um centro administrativo e de atividade comercial.

### Pinturas, cerâmicas e relevos
Entre 2.000 e 1.700 a.C., a cerâmica minóica é definida por sua perfeição técnica, ornamento dinâmico e giratório com sua arte caracterizada por seu movimento naturalista e rítmico. Muitos murais e relevos eram cenas da natureza retratando animais, pássaros e criaturas marinhas em uma vegetação exuberante; a vida marinha sendo favorecida. A maioria das imagens tem formato plano e silhueta contra fundos de cores sólidas. As formas desta época normalmente retratam uma leveza, pois parecem flutuar ou balançar. As figuras humanas são pintadas como de cintura fina e tipo físico atlético, tanto para homens quanto para mulheres, diferenciando-se apenas na cor da pele; as mulheres têm um tom de pele mais claro.

## Arte das Cíclades

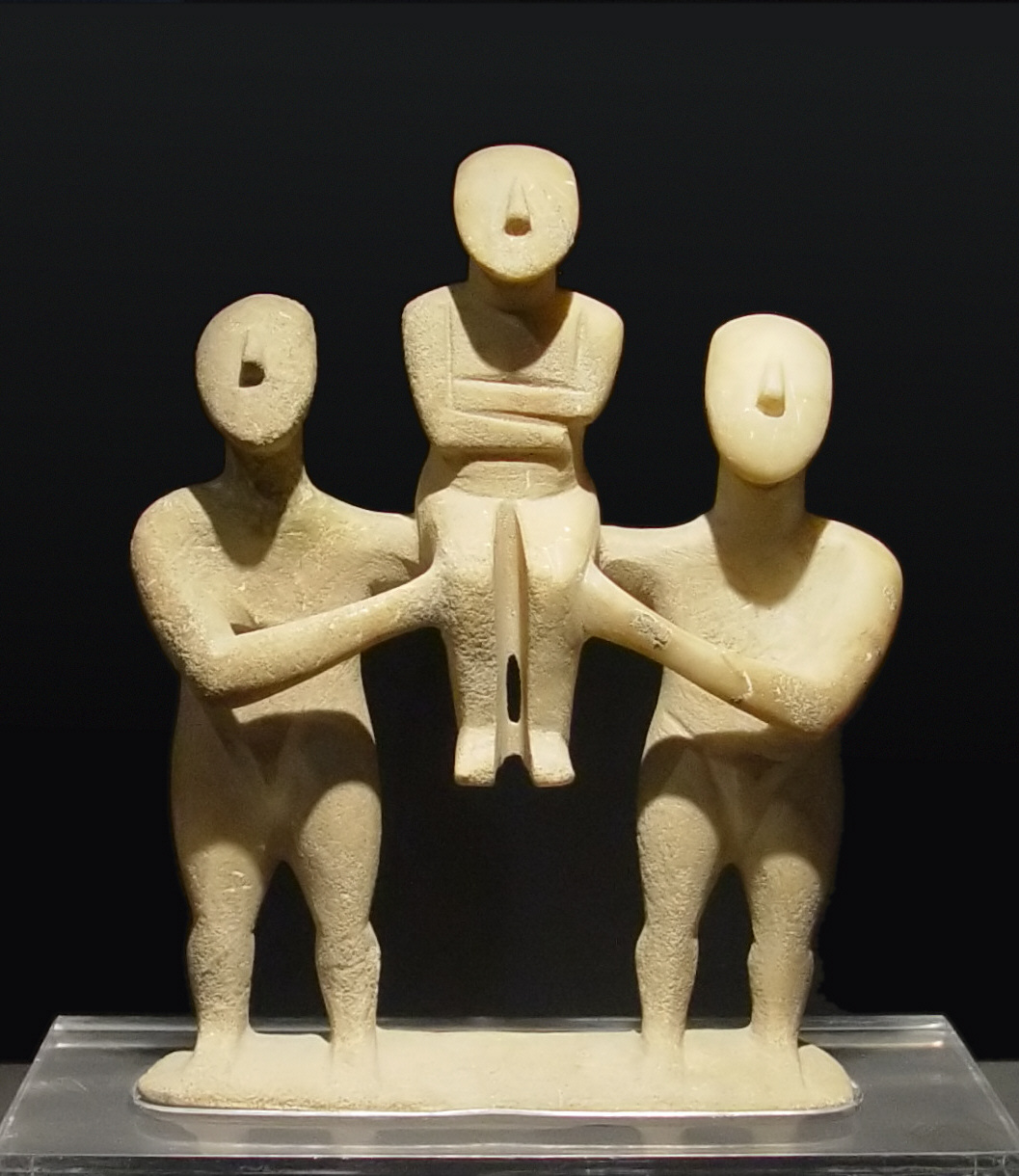
Grupo de três estatuetas das Cíclades, tipo Spedos antigo, cultura Ceros-Siros.

A arte das Cíclades foi produzida pela cultura das Cíclades entre 3.000 a.C., ou mesmo antes, e 1.100 a.C., cobrindo assim tanto parte do Neolítico quanto toda a Idade do Bronze nas ilhas gregas. O tipo mais famoso e distinto de arte das Cíclades é um grande número de figuras de mármore, quase todas representando uma figura feminina nua em pé, com os braços cruzados sobre o peito e um rosto vazio além do nariz. No entanto, há sinais de que foram originalmente pintados. São conhecidos cerca de 1.400 deles, a maioria retirados de tumbas desconhecidas.
Acredita-se que as figuras femininas representem a deusa da fertilidade. As estatuetas nuas das Cíclades são altamente estilizadas e distintas da região. Eles são definidos por corpos muito planos em forma de cunha, pescoços colunares e faces ovais sem traços característicos, além de narizes bem definidos. As figuras apresentam curvas muito sutis e marcações sutis nos joelhos e abdômen.
A cerâmica das Cíclades costumava ter formatos e pinturas elegantes, concentrando-se em recipientes para servir como jarros, muitas vezes com bicos elevados. Existem também suportes cernói para oferendas ou lâmpadas. Existem algumas estatuetas de animais ou rhyta em formas de animal e foram feitos vasos incluindo pequenas caixas, bem como discos redondos decorados de forma distinta, cerca de 20cm de diâmetro, apelidadas de "frigideiras" pelos arqueólogos. A função destes é incerta; possivelmente um lado côncavo foi preenchido com fluido e usado como espelho. Houve muita influência da cerâmica minóica. Alguns cernói e frigideiras muito antigos eram feitos de pedra.

## Arte micênica

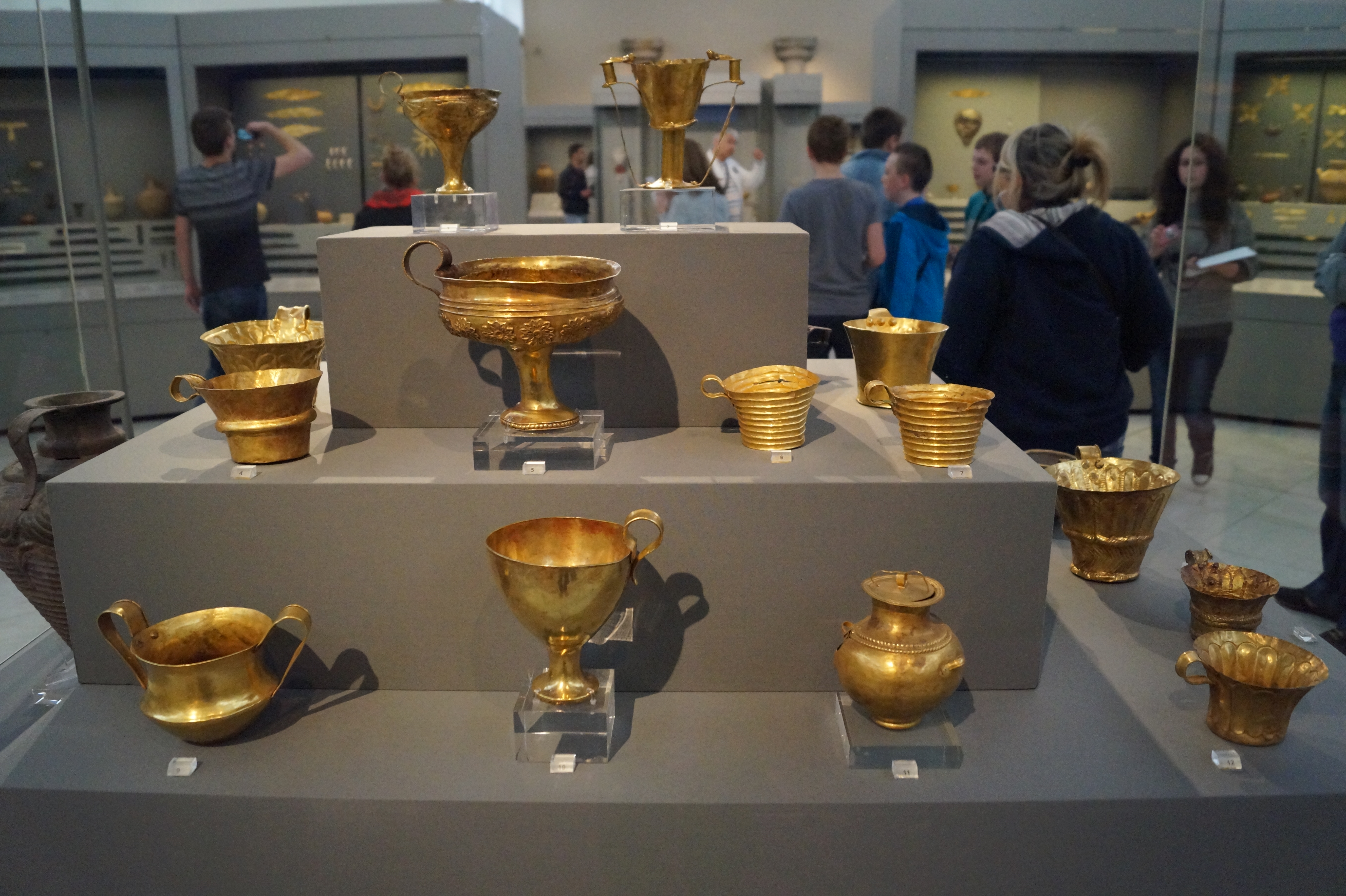
Taças de ouro do Túmulo IV e V (Círculo do Túmulo A), Micenas

A arte micênica é datada com mais destaque entre 1600 e 1100 a.C., durante o período heládico tardio da Grécia. A arte micênica recebeu o nome dos habitantes de Micenas, descendentes das primeiras tribos gregas de 2.000 a.C. e aproximadamente 3.000 a 1.100 a.C.. A cerâmica micênica é o tipo de arte mais comum que sobreviveu e era frequentemente exportada para a Itália. O Vaso dos Guerreiros é um vaso extraordinariamente fino com figuras pintadas.
Em muitas formas de arte portáteis e na pintura, os micênicos confiaram na arte minóica de Creta, que provavelmente às vezes os alcançava na forma de objetos importados, às vezes por artistas importados e formadores de artistas gregos.

### Metalurgia
Várias peças importantes em ouro e outros metais vêm dos túmulos de ouro nos Círculos dos Túmulos A e B em Micenas, incluindo a Máscara de Agamenon, Ritão Prateado, Ritão Cabeça de Touro e a Taça de Nestor de ouro. O Anel de Teseu, encontrado em Atenas, mas provavelmente em Creta, é um dos melhores de uma série de anéis de sinete de ouro com pequenas cenas de múltiplas figuras de alta qualidade, muitas delas dos principescos Círculos dos Túmulos A e B em Micenas. Estes "levantam de forma aguda as questões relacionadas de como distinguir o trabalho do continente do trabalho cretense, e o significado de qualquer distinção que possa existir".

### Arquitetura
Os palácios micênicos eram geralmente colocados no topo de colinas cercados por muralhas defensivas construídas com grandes blocos de pedra. O Portão do Leão é uma das poucas estruturas decoradas remanescentes da arquitetura micênica. Portões como este funcionavam como guardiões do palácio. No centro dos palácios havia salas de audiências reais chamadas Mégaro, definidas por uma lareira redonda no centro e quatro colunas que sustentavam seu telhado. As estruturas sempre apresentavam telhados de telhas queimadas.

### Escultura
Há poucas esculturas grandes ou monumentais da Grécia micênica; o que existe provém principalmente de palácios, ou relevos em estelas de sepulturas, em particular o grupo de estelas de sepulturas do Círculo de Sepulturas A, em Micenas. Estes mostram temas semelhantes ao trabalho em metal das sepulturas, mas com um acabamento bastante mais grosseiro.
Um grande número de sítios produz estatuetas de cerâmica, em sua maioria muito estilizadas, como as estatuetas do tipo psi e phi. Existem pequenas cenas esculpidas, relevos ou entalhes, de alta qualidade em diversas mídias, incluindo metal, escultura em pedra dura e marfim. O notável selo da Ágata de Combate Pylos, encontrado em um túmulo de elite no continente, talvez tenha sido feito em Creta.